# Bayram (Name)
Bayram ist ein türkischer männlicher Vorname und Familienname mit der Bedeutung „das Fest“. Die albanische Form des Namens ist Bajram (Байрам).

## Namensträger

### Historische Zeit
- Hacı Bayram-i Veli (gestorben 1429), Dichter, Sufi und Ordensgründer
- Bayram Khan (gestorben 1561), Feldherr und Politiker im Mogulreich

### Vorname Bayram
- Bayram Ali Bayramoğlu (* 1958), türkischer Politiker
- Bayram Bektaş (* 1974), türkischer Fußballspieler und -trainer
- Bayram Göçmen (1965–2019), türkisch-zyprischer Parasitologe, Herpetologe, Taxonom und Naturfotograf
- Bayram Olgun (* 1990), türkischer Fußballspieler
- Bayram Şit (1930–2019), türkischer Ringer

### Vorname Bajram
- Bajram Curri (1862–1925), Aktivist der albanischen Nationalbewegung
- Bajram Fetai (* 1985), mazedonisch-dänischer Fußballspieler
- Bajram Jashanica (* 1990), kosovo-albanischer Fußballspieler
- Bajram Kosumi (* 1960), kosovarischer Politiker
- Bajram Nebihi (* 1988), deutscher Fußballspieler kosovo-albanischer Herkunft
- Bajram Rexhepi (1954–2017), kosovarischer Politiker
- Bajram Sadrijaj (* 1986), deutscher Fußballspieler kosovo-albanischer Herkunft

### Familienname Bayram
- Alireza Bayram (* 1984), iranisch-schweizerischer Schauspieler
- Aslı Bayram (* 1981), deutsches Model und Schauspielerin
- Canan Bayram (* 1966), deutsche Landespolitikerin (Bündnis 90/Die Grünen), MdB, (Berlin)
- Durmuş Bayram (* 1986), türkisch-deutscher Fußballspieler
- Emin Bayram (* 2003), türkischer Fußballspieler
- Hussein Bayram (* 1975), französischer Boxer
- İsmail Bayram (* 1954), türkischer Gewichtheber
- Kaya Bayram (* 2004), deutscher Basketballspieler
- Mehmet Bayram (* 1997), türkischer Fußballspieler
- Mustafa Bayram (* 1972), libanesischer Jurist und Politiker
- Ömer Bayram (* 1991), niederländisch-türkischer Fußballspieler
- Serkan Bayram (* 1974), türkischer Politiker
- Turgay Bayram (* 1995), türkischer Leichtathlet